# Partito di Unità Proletaria
Il Partito di Unità Proletaria (PdUP) è stato un partito politico italiano di sinistra radicale fondato nel dicembre 1972 mediante la confluenza di due distinti soggetti politici, il Nuovo Partito Socialista di Unità Proletaria (PSIUP) e Alternativa Socialista.
Nel 1974 si fuse con il gruppo del manifesto divenendo il Partito di Unità Proletaria per il Comunismo.

## Gruppi Fondatori

### Nuovo PSIUP
Il Nuovo PSIUP fu fondato nel luglio 1972 da Vittorio Foa e Silvano Miniati e raccoglieva i militanti della corrente di sinistra del PSIUP che non avevano condiviso la scelta di sciogliere il partito e di confluire nel PCI o nel PSI.
Al Senato, dove il PSIUP contava 11 componenti (eletti nelle liste del PCI-PSIUP), il gruppo si sciolse il 1º agosto 1972: 8 senatori aderirono al PCI; due (Nicola Corretto e Vincenzo Gatto) passarono al PSI; uno, Dante Rossi, aderì al Nuovo PSIUP, iscrivendosi al gruppo della Sinistra indipendente.

### Alternativa Socialista
Alternativa Socialista era stata fondata da Giovanni Russo Spena e Domenico Jervolino come corrente di sinistra del Movimento Politico dei Lavoratori. Fondato nel 1971 da Livio Labor, con l’obiettivo di fornire una alternativa cattolica a sinistra rispetto alla Democrazia Cristiana, si poneva in rapporto conflittuale con essa, e si mostrava invece ideologicamente affine ad alcuni gruppi della nuova sinistra. Dopo la scelta del Movimento di confluire nel PSI, Alternativa Socialista si costituì come formazione autonoma.

## Storia

### Nascita del PdUP
Le correnti del MPL e del PSIUP decisero di fondersi in seguito alla sconfitta alle politiche del 1972 per allargare il proprio bacino elettorale e ampliare nel paese l’area rappresentata dalla “Nuova sinistra” Al congresso di fondazione, tra le altre proposte per il nome della nuova formazione, ci fu quella per Democrazia Proletaria. Il richiamo esplicito alla Democrazia Cristiana però provocò la protesta soprattutto di coloro i quali erano fuoriusciti dal MPL, così sì optò per una denominazione più in continuità con il PSIUP, e il partito venne fondato come Partito di Unità Proletaria. Alla sua nascita il PDUP poteva contare su 13 000 iscritti, 6-700 consiglieri comunali e sul senatore Dante Rossi.
Lo scopo dichiarato era di "far convergere il patrimonio storico del movimento operaio italiano (come Foa) con quello dei gruppi del dissenso cattolico (come Giangiacomo Migone)", come ebbe a spiegare nel 1972 un suo alto dirigente, Pino Ferraris, e come tale porsi come unico partito di sinistra alternativo al PCI, ma convintamente parlamentare.
Fin dalla fondazione iniziarono i contatti con il gruppo del Manifesto per una futura unificazione. Le principali divergenze si riscontravano su due temi principali. Il primo scostamento si registrò sul piano dell’autonomia sindacale, punto saliente del programma del Manifesto, che era invece rigettata specialmente dalla componente ex PSIUP del PDUP. Altro nodo da affrontare riguardava il rapporto da intraprendere con il PCI, che doveva essere stretto secondo il gruppo del Manifesto, mentre per la componente del PDUP la necessità era quella di una profonda autonomia dal partito tradizionale della sinistra.
Il Congresso nazionale del Partito di unità proletaria, che si svolse al Palazzo dei Congressi di Firenze dal 19 al 21 luglio 1974, sancì l'unificazione con Il manifesto, che aveva tenuto il suo congresso di scioglimento dal 12 al 14 luglio 1974 a Roma, e la fondazione del Partito di Unità Proletaria per il Comunismo.
Va rilevato che, grazie all'impegno del segretario della Commissione Internazionale, Mario Albano, per la prima volta in Europa erano presenti i rappresentanti di quasi tutti i movimenti di liberazione del Terzo Mondo.

## Congressi Nazionali
- Congresso Nazionale del Partito di Unità Proletaria - Firenze, Palazzo dei Congressi 19 -21 luglio 1974
- Congresso Nazionale di unificazione con il manifesto - Roma, 12-14 luglio 1974